# Партньор (филм, 1968)
Вижте пояснителната страница за други значения на Партньор.
„Партньор“ (на италиански: „Partner“), срещано и като „Партньорът“, е третият филм на Бернардо Бертолучи от 1968 година, с участието на Пиер Клементи и Стефания Сандрели, базиран на новелата „Двойникът“ на Фьодор Достоевски.

## В ролите
| Изпълнител            | Роля            |
| --------------------- | --------------- |
| Пиер Клементи         | Джакобе         |
| Стефания Сандрели     | Клара           |
| Тина Омон             | Продавачката    |
| Серджо Тофано         | Петрушка        |
| Нинето Даволи         | Студент         |
| Джулио Чезаре Кастело | Професор Моцони |
| Романо Коста          | Бащата на Клара |